# Ghiacciaio Thunder
Il ghiacciaio Thunder è un ghiacciaio lungo circa 7 km e largo 2, situato sull'isola Wiencke, una delle isole dell'arcipelago Palmer, al largo della costa nord-occidentale della Terra di Graham, in Antartide. In particolare, il ghiacciaio si trova nella regione settentrionale dell'isola, a sud-est del ghiacciaio Harbour, dove si estende in direzione ovest-est attraverso l'intera isola, fra la dorsale Wall e la Sierra DuFief.

## Storia
Già avvistato durante la spedizione belga in Antartide effettuata fra il 1897 ed il 1899 al comando di Adrien de Gerlache, il ghiacciaio Thunder è stato poi fotografato durante una serie di ricognizioni aeree effettuate dal British Antarctic Survey (al tempo ancora chiamato "Falkland Islands Dependencies Survey", FIDS) e mappato nel 1944 sulla base di tali fotografie sempre da membri del FIDS, che lo battezzarono con il suo attuale nome ("thunder" in inglese significa "tuono" o "rombo") in virtù del fatto che una squadra di ricognizione fu quasi sommersa da una valanga proprio nelle vicinanze del ghiacciaio.